# Sonic Forces
Sonic Forces is een computerspel dat uitkwam op 7 november 2017. Het spel is ontwikkeld door Sonic Team en uitgegeven door Sega. Sonic Forces is geproduceerd ter nagedachtenis aan het 25-jarig jubileum van de serie.
Het spel is uitgekomen voor PlayStation 4, Xbox One, Switch en Windows.

## Plot
Sonic Forces volgt de avonturen van Sonic the Hedgehog en zijn vrienden om hun aartsvijand Dr. Robotnik te verslaan. In dit spel wordt Sonic gevangen genomen aan boord van de Death Egg, en Robotnik ziet daardoor kans om de wereld over te nemen. Knuckles vormt een verzetsgroep met Tails, Team Chaotix, Amy, Silver, Rouge en nieuwkomer Rookie, en probeert de kwade plannen van Robotnik voorgoed te dwarsbomen.
Enkele dagen na het uitkomen van het spel verscheen Episode Shadow, een gratis uitbreidingspakket (DLC), dat een prequel is van het verhaal.

## Gameplay
Sonic Forces is een actie-avonturen platformspel dat overeenkomt met andere spellen in de Sonic the Hedgehog-serie. Het spel bevat drie speelbare karakters: twee varianten van Sonic the Hedgehog (klassiek en modern), en een spelerspersonage die aangepast kan worden.
Met Klassieke Sonic worden de levels beperkt tot een zijwaarts scrollend platformspel. Moderne Sonic volgt een stijl vergelijkbaar met Sonic Unleashed en Sonic Colours, waarbij Sonic een dubbele sprong kan uitvoeren en gebruik kan maken van Whisps voor speciale wapens.
Het spel is verdeeld in levels met elk een apart thema. Sommige zijn gebaseerd op levels uit voorgaande spellen zoals de Green Hill Zone. Bepaalde levels bevatten een eindbaas die verslagen moet worden om door te gaan. Bonuslevels kunnen gespeeld worden door Rode Ringen te verzamelen die zijn verborgen in het veld.

## Ontvangst
| Recensiescore       | Recensiescore                     |
| Recensieverzamelaar | Score                             |
| ------------------- | --------------------------------- |
| Metacritic          | 57 (PS4) 57 (NS) 58 (PC) 64 (XB1) |
| Publicist           | Score                             |
| Destructoid         | 5,5/10                            |
| Game Informer       | 6,5/10                            |
| Gamer.nl            | 4,5/10                            |
| GameSpot            | 5/10                              |
| IGN                 | 6,9/10                            |
| Polygon             | 5/10                              |

Sonic Forces werd matig ontvangen. Op aggregatiewebsite Metacritic heeft een spel een gemiddelde score van 5,9. Men prees de presentatie van het spel, het karakter creatiesysteem en gameplay van Moderne Sonic. Kritiek was er op het levelontwerp, technische problemen met Klassieke Sonic, en er zou een tekort zijn aan vernieuwing. Het spel werd een teleurstelling genoemd door recensenten in de kielzog van de positief ontvangen Sonic Mania, die eerder dat jaar werd uitgebracht.
Volgens Gamer.nl zou de besturing niet nauwkeurig genoeg zijn, en de levels zelf weinig indruk maken. Het spel neemt steeds tijdelijk de besturing over om de speler door het level te loodsen. Het zou te makkelijk zijn om het eind van een level te halen, en de uitdaging eerder frustrerend zijn. Positieve dingen die genoemd worden zijn de Green Hill Zone, de vrij te spelen kleding en actievolle presentatie.